# Trí nhớ miễn dịch
Trí nhớ miễn dịch là khả năng hệ thống miễn dịch nhận biết nhanh chóng và cụ thể một kháng nguyên mà cơ thể đã gặp trước đây và bắt đầu phản ứng miễn dịch tương ứng. Nói chung đây là những phản ứng miễn dịch thứ hai, thứ ba và sau đó đối với cùng một kháng nguyên. Bộ nhớ miễn dịch chịu trách nhiệm cho thành phần thích nghi của hệ thống miễn dịch là các tế bào T và B đặc biệt — chính là tế bào T và B nhớ. Trí nhớ miễn dịch là cơ sở của tiêm chủng.

## Sự phát triển của trí nhớ miễn dịch
Bộ nhớ miễn dịch xảy ra sau một phản ứng miễn dịch nguyên phát chống lại kháng nguyên. Do đó, sau lần tiếp xúc ban đầu trước đó thì bộ nhớ miễn dịch được tạo ra bởi mỗi cá nhân đối với một tác nhân nguy hiểm tiềm tàng. Quá trình đáp ứng miễn dịch thứ phát tương tự như đáp ứng miễn dịch nguyên phát. Sau khi tế bào B nhớ nhận ra kháng nguyên, nó đưa ra phức hợp peptide: MHC II cho các tế bào T chất tác động gần đó. Điều đó dẫn đến việc kích hoạt các tế bào này và tăng sinh nhanh chóng các tế bào. Sau khi phản ứng miễn dịch nguyên phát đã biến mất, các tế bào tác động của phản ứng miễn dịch bị loại bỏ. Tuy nhiên, vẫn còn các kháng thể được tạo ra trước đây trong cơ thể đại diện cho thành phần thể dịch của bộ nhớ miễn dịch và bao gồm một cơ chế bảo vệ quan trọng trong các lần nhiễm trùng tiếp theo. Ngoài các kháng thể được hình thành trong cơ thể, vẫn còn một số lượng nhỏ các tế bào T và B nhớ tạo nên thành phần tế bào của bộ nhớ miễn dịch. Chúng ở trong cơ thể trong trạng thái nghỉ ngơi và ở lần gặp thứ hai hoặc tiếp theo với cùng một kháng nguyên, các tế bào này có thể phản ứng ngay lập tức và loại bỏ kháng nguyên. Các tế bào bộ nhớ có tuổi thọ dài và kéo dài đến vài thập kỷ trong cơ thể.